# 2852 Деклерк
2852 Деклерк (2852 Declercq) — астероїд головного поясу, відкритий 23 серпня 1981 року.
Тіссеранів параметр щодо Юпітера — 3,326.